# Адуйский Камень
Адуйский Камень — скала в окрестностях города Режа Свердловской области России, популярный туристический объект.

## Географическое положение
Скала Адуйский Камень расположена к запалу от города Режа, на правом берегу реки Адуй (правого притока реки Реж), в 2 километрах выше устья. Утёс высотой в 25 метров частично порос лесом.

## История
Адуйский камень получил свое название по реке.
В расщелине утеса в 1870-е годы крестьянин Шайтанской волости А. И. Злобин обнаружил медный идол, датируемый началом I тыс. до н. э., с изображениями лучей над головой, птицевидный идол и разбитое на три части круглое каменное навершие булавы. Археолог Е. М. Берс в 1930-е годы так описывала находку: «1. Медного в 35 см высотой антропоморфного идола, соединяющего в себе элементы человека и дерева, с двумя короткими руками, оканчивающимися тремя пальцами, с обозначенным лицом, с волосами в виде древесной кроны и с поперечными кольцами из пяти параллельных валиков на туловище; ноги у идола отсутствовали; нижний конец его был утолщен; на левой стороне на туловище (на стволе) имеется изображение ползущего вверх зверя; задняя поверхность фигуры гладкая и прямая. 2. Птицевидное изображение из меди длиной 7,4 см с крыльями в виде ласт и с раздвоенным хвостом (одно крыло обломано). 3. Три обломка от шлифованного шара из зеленого камня с высверленным отверстием диаметром около 8 см. Вещи переданы в музей УОЛЕ горным инженером Калугиным».
В 1958 году здесь провели археологические работы В. Н. Чернецов, был обнаружен культурный слой в расщелинах в 5 пунктах, который содержал фрагменты сосудов VI—IX вв. н. э..

## Описание
Представляет собой отвесную стену, сложенную из гранитных блоков, которая вследствие выветривания постепенно разрушается, образуя у подножья каменные осыпи и отвалы. На вершине скальный массив покрыт берёзовым лесом, а на гранитной стене скалы произрастает множество мхов и лишайников. У подножья скалы, возле реки и на вершине много удобных мест для отдыха.